# Günter Bayerl
Günter Bayerl (* 25. Juli 1946 in Augsburg) ist ein deutscher Historiker. Er lehrte seit 1994 Technikgeschichte an der BTU Cottbus bzw. BTU Cottbus-Senftenberg.

## Leben
Bayerl absolvierte eine Ausbildung zum Industriekaufmann und studierte an den Universitäten Erlangen und Hamburg Soziologie, Politische Wissenschaften sowie Sozial-, Wirtschafts- und Technikgeschichte. Als Wissenschaftlicher Mitarbeiter war er dort im Forschungsprojekt »Zur Technologie des Manufakturwesens im 18. Jahrhundert in Deutschland unter Berücksichtigung des sozioökonomischen Kontextes« tätig. 1983 promovierte er über die Geschichte der vorindustriellen Papiermacherei.

## Wissenschaftliche Arbeit
1989 habilitierte sich Bayerl an der Universität Hamburg und forschte danach weiter am dortigen Institut für Sozial- und Wirtschaftsgeschichte. Zwischen 1994 und 2014 war er Professor für Technikgeschichte in Cottbus. Bayerl gab unter anderem die Reihe Cottbuser Studien zur Geschichte von Technik, Arbeit und Umwelt heraus, die bis 2012 41 Bände umfasste.
Bayerl engagierte sich seit der 1987 erfolgten Gründung für die Johann-Beckmann-Gesellschaft, die er wie auch Ulrich Troitzsch und andere Wissenschaftler 1995 verließ. Er sorgte gemeinsam mit Jürgen Beckmann für die Publikation der in diesem Kontext erschienenen Veröffentlichungen aus dem Johann Beckmann-Journal und setzte die Forschungen mit dem 1996 in Cottbus gegründeten Arbeitskreis Wissenschaftliches Collegium Johann
Beckmann der Gesellschaft für Technikgeschichte in loser Reihenfolge mit wissenschaftlichen Tagungen fort.
Anlässlich des 600-jährigen Jubiläums der Papiermacherei in Deutschland initiierte Bayerl zusammen mit Wolfgang Schlieder und Rolf Stümpel am 3. und 4. November 1990 in Berlin ein Symposium „Zum Stand der Papiergeschichtsforschung in Deutschland“. Der unmittelbar nach der deutschen Wiedervereinigung zusammengetroffene Personenkreis setzte diese Initiative in den folgenden Jahren als Deutscher Arbeitskreis für Papiergeschichte (DAP) fort.
Ausgehend von seinen Forschungen zum 18. Jahrhundert beschäftigte ihn „die Frage, wie ganze Gesellschaften „industriös“ wurden; […] umgestellt […] auf eine expansive Wachstumswirtschaft mit dem Ziel totaler Naturausbeutung“.
Seit 2007 ist er Mitglied der Brandenburgischen Historischen Kommission. Bayerl ist Autor und Herausgeber zahlreicher Bücher und anderer Veröffentlichungen unter anderem über die Technik- und Wirtschaftsgeschichte der Niederlausitz seit 1850.
Seine Forschungsthemen sind unter anderem die Transformation der Industrie vom 18. bis in das 20. Jahrhundert sowie die Wirtschafts-, Umwelt- und Sozialgeschichte Brandenburgs.

## Publikationen (Auswahl)
- Technische Intelligenz im Zeitalter der Renaissance. In: Technikgeschichte. Band 45, Nr. 4, 1978, S. 336–353.
- Vorindustrielles Gewerbe und Umweltbelastung – das Beispiel der Handpapiermacherei. In: Technikgeschichte 48 (1981), Nr. 3, S. 206–238.
- mit Karl Pichol: Papier. Produkt aus Lumpen, Holz und Wasser. Rowohlt, Reinbek bei Hamburg 1986. (= Kulturgeschichte der Naturwissenschaften und der Technik, rororo 7727). ISBN 3-499-17727-7.
- Die Papiermühle. Vorindustrielle Papiermacherei auf dem Gebiet des alten deutschen Reiches. 2 Bände, Verlag Peter Lang, Frankfurt/Main 1987. ISBN 3-8204-8423-X.
- „Und zweitens können auch Mannspersonen, wenn sie nichts anders zu thun haben, diesen Theil des Waschgeschäfts besorgen.“ Waschen in der Frühen Neuzeit und die Innovation der Waschmaschine. In: Uwe Bestmann u. a. (Hrsg.): Hochfinanz, Wirtschaftsräume, Innovationen. Band III, Auenthal Verlag, Trier 1987, S. 1063–1099.
- mit N. Fuchsloch und Thorsten Meyer (Hrsg.): Umweltgeschichte – Methoden, Themen, Potentiale (= Cottbuser Studien zur Geschichte von Technik, Arbeit und Umwelt, Band 1). Waxmann Verlag, Münster/New York/München/Berlin 1996.
- Mühlen – Motoren einer „Industriellen Revolution“. In: Spektrum der Wissenschaft Spezial. 2/2002, S. 72–73.
- mit Dirk Maier (Hrsg.): Die Niederlausitz vom 18. Jahrhundert bis heute (= Cottbuser Studien zur Geschichte von Technik, Arbeit und Umwelt, Band 19). Waxmann Verlag, Münster/New York/München/Berlin 2002.
- mit Thorsten Meyer (Hrsg.): Die Veränderung der Kulturlandschaft (= Cottbuser Studien zur Geschichte von Technik, Arbeit und Umwelt, Band 21). Waxmann Verlag, Münster/New York/München/Berlin 2003.
- Vom Regenwald in die Wüste. Die Niederlausitz und die Musealisierung der Industriekultur. In: Hartmut John und Ira Mazzoni (Hrsg.): Industrie- und Technikmuseen im Wandel. Bielefeld 2005, S. 211–234.
- mit Klaus Neitmann (Hrsg.): Brandenburgs Mittelstand (= Cottbuser Studien zur Geschichte von Technik, Arbeit und Umwelt, Band 33). Waxmann Verlag, Münster/New York/München/Berlin 2008.
- Peripherie als Schicksal und Chance – Studien zur neueren Geschichte der Niederlausitz (= Die Niederlausitz am Anfang des 21. Jahrhunderts – Geschichte und Gegenwart. Band 1). Waxmann, Münster/New York/München/Berlin 2011, ISBN 978-3-8309-2365-7 (online).
- Technik in Mittelalter und Früher Neuzeit. Theiss Verlag, Stuttgart 2013, ISBN 978-3-8062-2634-8.
- als Hrsg.: Technisch-historische Spaziergänge in Cottbus und dem Land zwischen Elster, Spree und Neiße. Niederlausitz Edition, Cottbus 1995, ISBN 978-3893254026.